# Степаненко, Евдокия Денисовна
Евдокия Денисовна Степаненко (род. 1926) — передовик советского сельского хозяйства, доярка государственного племенного завода «Бородинский» Боградского района Хакасской автономной области, Герой Социалистического Труда (1971).

## Биография
Родилась в 1926 году на территории современной Хакасии в русской крестьянской семье. Работать начала рано, в самом начале Великой Отечественной войны трудоустроилась на животноводческую ферму государственного племзавода "Бородинский" Боградского района Хакасии. Позже стала трудиться дояркой.
В совершенстве овладела профессией и быстро стала добиваться значительных производственных результатов. Каждый год показатели по надоям молока только увеличивались. В восьмой пятилетки (1966-1970) ей удалось добиться наивысших результатов. Она получала в среднем от шести до семи тысяч литров молока от каждой закреплённой за её группой коровы. Стала передовой дояркой Хакасии, отмеченной государственными наградами, почётными грамотами и благодарностями.  
«За выдающиеся успехи достигнутые в развитии сельскохозяйственного производства и выполнении пятилетнего плана продажи государству продуктов земледелия и животноводства», указом Президиума Верховного Совета СССР от 8 апреля 1971 года Евдокии Денисовне Степаненко было присвоено звание Героя Социалистического Труда с вручением ордена Ленина и медали «Серп и Молот». 
Продолжала и дальше трудиться в сельском хозяйстве, оставалась в передовиках производства, была уважаема среди работников племенного завода. Проживала в селе Бородино Боградского района Хакасии.   

## Награды
За трудовые успехи была удостоена:
- золотая звезда «Серп и Молот» (08.04.1971);
- орден Ленина (08.04.1971);
- другие медали.